# 宮澤賢治

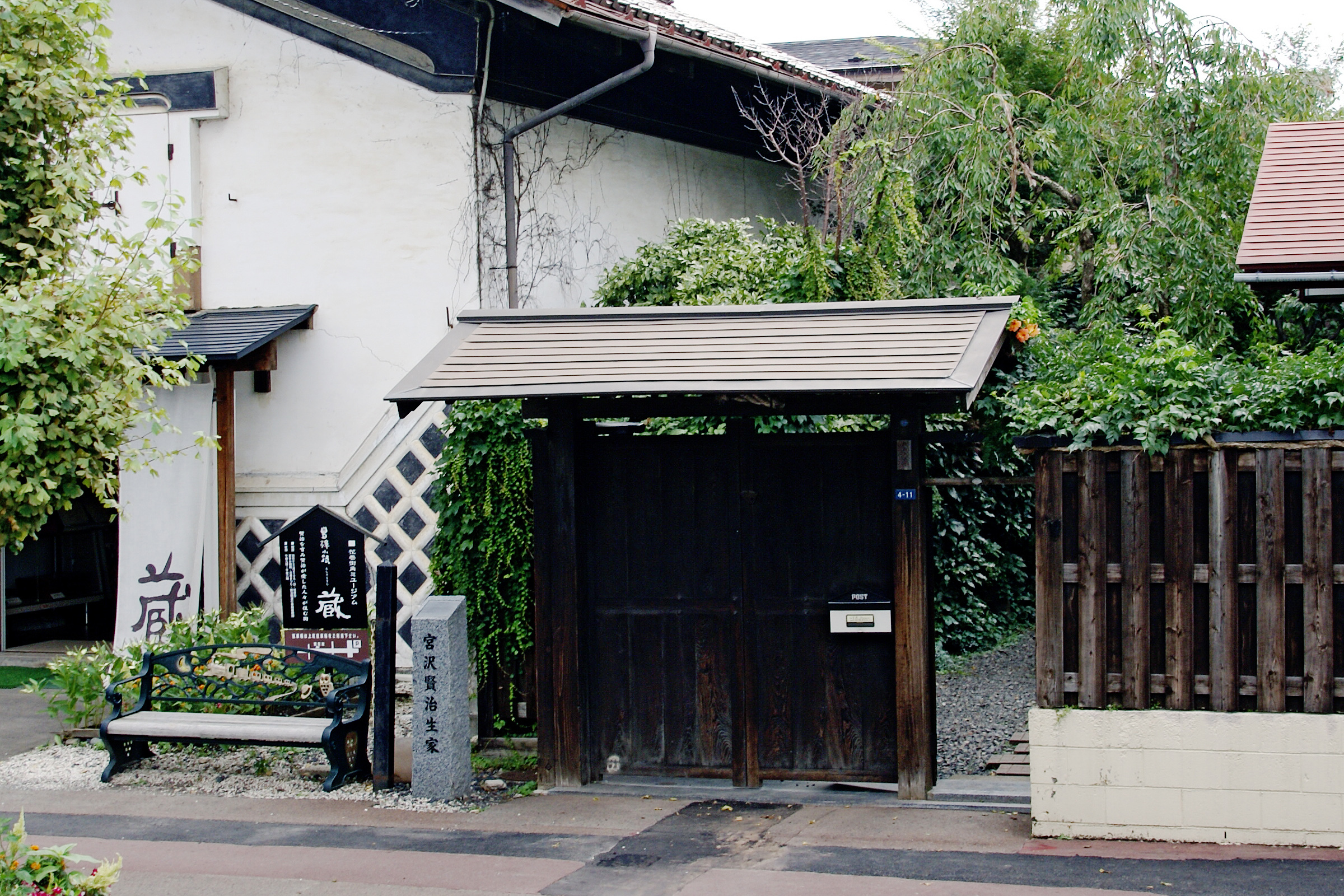
宮澤賢治故居

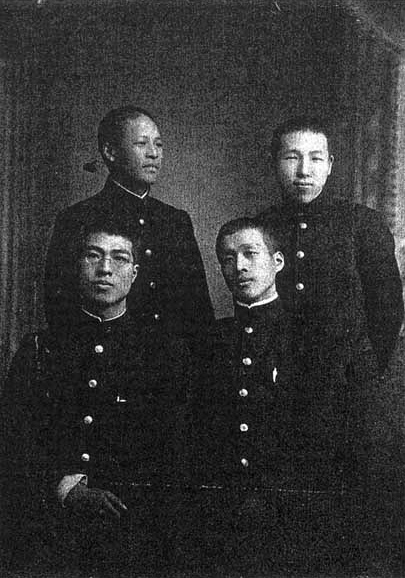
在盛岡高等農林學校就讀時的宮澤賢治（後排右側）

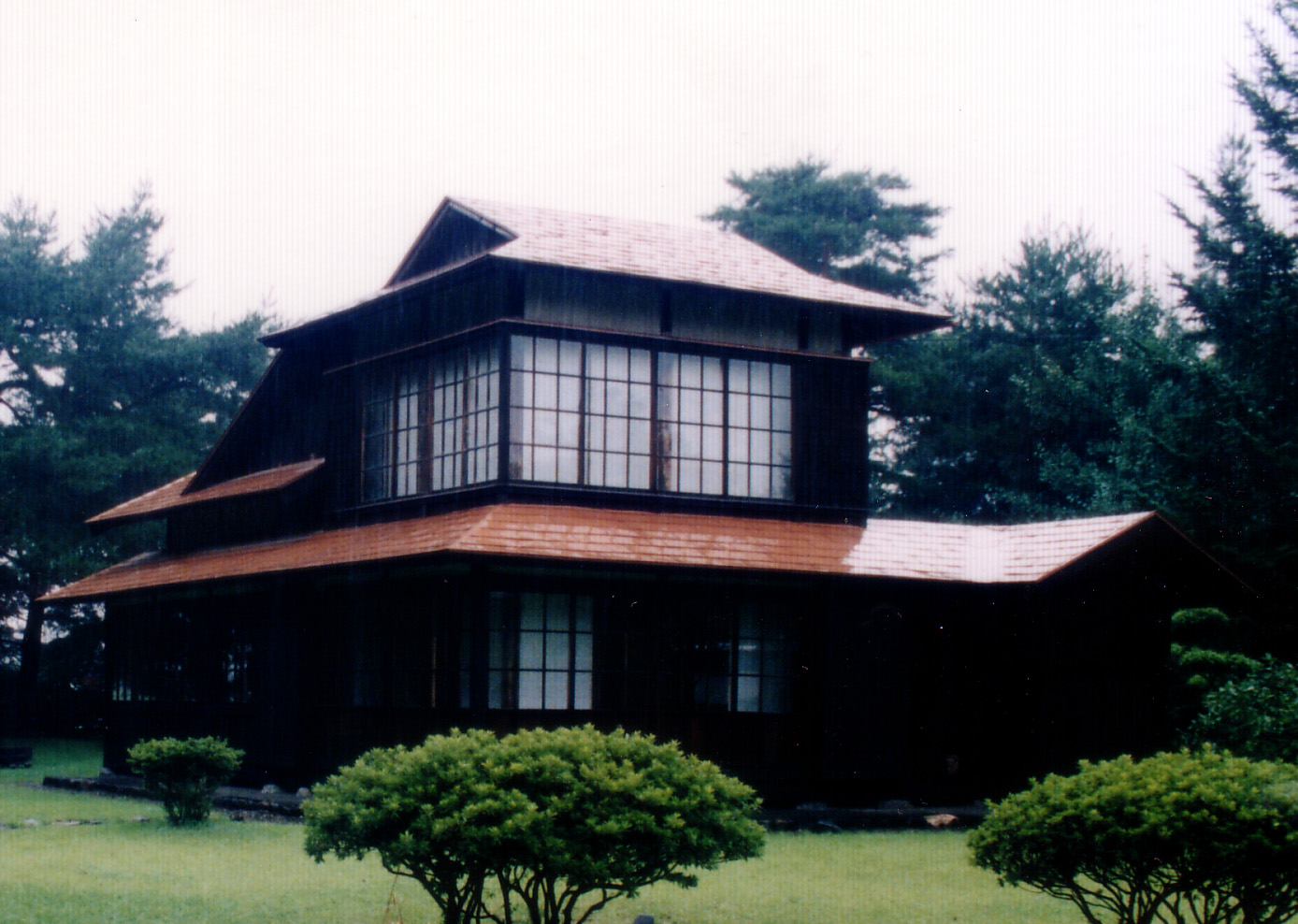
羅須地人協會曾使用過的建築（位於花巻農業高校内）

宮澤賢治（日语：／ Miyazawa Kenji，1896年8月27日—1933年9月21日），日本昭和時代早期的詩人、作家、農業指導家、教育家、作詞家，也是名虔誠的佛教徒與社會活動家。生於岩手縣。畢業於盛岡高等農林學校。

## 生平年譜
- 1896年（明治29年）8月27日，宮澤賢治誕生於岩手縣稗貫郡里川口村（經行政區再編政策後，曾有花巻川口町、花巻町等名，現為花巻市）父親是經營當舖以及舊衣店的宮澤政次郎（1874年 - 1957年），母親名為伊治（1877年 - 1963年），是宮澤家的長男。宮澤賢治還有一名弟弟清六（1904年 - 2001年），三名妹妹分別為，惠（1898年 -1922年），滋（1901年-1987年），邦（1907年 - 1981年）
  - 在出生前兩個月，1896年6月15日發生明治三陸地震，岩手縣因受海嘯及震災波及，宮澤賢治就這麼誕生在殘亂不堪的地方。在出生的五天後，同年的8月31日，秋田縣東部發生陸羽地震，秋田縣以及岩手縣部分地區受到破壞。在地震不斷發生的此時，母親伊治將襁褓的賢治放入嬰兒籠裡，兩手將其抬起並且念誦佛經。
  - 宮澤賢治為當鋪的長男，當地的農民由於土地受到寒害不斷侵襲，導致作物歉收，必須將家中的有價財物拿來典當換取生活費。這樣的景象對於賢治的人格形成造成很大的影響。
- 1903年（明治36年），進入花巻川口尋常高等小學校就讀。喜歡賀克多·馬洛的《苦兒流浪記》、蒐集石頭和製作昆蟲標本，亦擅長寫作。由於相當熱衷於採集礦石，家人常以「石之子阿賢」或「石子阿賢」等綽號稱呼他。成長的過程中受到淨土真宗信徒的祖父濃厚的佛教信仰影響，會與父親和其他人一同參加「我信念」為題的佛教演說。
- 1909年（明治42年），進入舊制盛岡中學校就讀（現為盛岡第一高等學校），入住宿舍「自疆寮」。在學時仍然熱衷於採集礦物，並以「HELP」自稱。喜歡攀登岩手山以及南昌山等，會和室友藤原健次郎（比賢治高一個年級，死於1910年）一起在南昌山採集水晶。喜愛閱讀哲學書籍。此時開始創作短歌（後來有一說認為是受到同校學長石川啄木的影響）。由於家裡不贊成他繼續升學，於是開始對老師有些許的反抗態度。1913年（大正2年），由於對新舍監的所作所為有所不滿，搬出宿舍，並下榻於盛岡的某間寺院。
- 1914年（大正3年），從盛岡中學校畢業。這時罹患腫脹性鼻炎，而住進盛岡的岩手醫院（現為岩手醫科大學附設醫院）治療。手術後高燒不退，疑似感染傷寒。這時的他愛戀護士，但後來無疾而終。為了探望他的父親最後也病倒，父子一起住院。出院之後開始招待店裡生意，但厭惡家裡壓榨困苦農民的樣子，對此感到非常失望，成天鬱鬱寡歡，因為擔心毫無生氣的宮澤賢治，允許他繼續進學念書。同時間，他研讀了『漢和對照妙法蓮華經』深受震撼。
- 1915年（大正4年），以第一名的優異成績進入盛岡高等農林學校（現為岩手大學農業部）就讀，在關豐太郎教授的指導下進行地質調查研究。
- 1917年（大正6年），小菅健吉、保阪嘉内、河本義行等人發行同人誌『杜鵑』，宮澤賢治與此發表短歌及小品文。亦也使用「銀縞」的筆名在『校友會會報』發表短歌。九月，祖父過世。
- 1918年（大正7年），2月在『杜鵑』發表「復活之晨」的部分文章。創刊同人誌『杜鵑』的保阪嘉內由於在同人誌發表的文章等理由遭到退學處分，在往後的數年間宮澤賢治都與他有相當深厚的交流。3月時提出論文〈腐植質中的無機成分相對於植物的價值〉而畢業。由於畢業後必須接受強制徵兵，在體檢的結果得到第二乙種合格（在當時，第二乙種合格是不用入伍的）。4月成為研究生。6月時罹患肋膜炎，接受醫生診斷治療。這時他向好友河本義行提及「自己的壽命大概只剩15年了吧(宮澤賢治則真的在15年後過世)」。8月開始創作，將作品『蜘蛛、蛞蝓和狸貓』、『雙子星』念給弟妹聽，這便是宮澤賢治創作的起始。12月由於接獲妹妹惠住院的東大醫院小石川分院的消息，陪同母親一起上京，在東京照顧妹妹直到隔年3月。
- 1919年（大正8年），待在東京時，念了在盛岡中學的同學阿部孝（當時在東京帝大文學部就讀，後來為高知大學的校長）家中下榻的萩原朔太郎的詩集『吠月』感受深刻。造訪近角常觀的求道學舍。之後，他打算在東京製造、販賣人工寶石的計畫被父親否決。妹妹惠康復回到岩手。
- 1920年（大正9年），研究所畢業。他拒絕了教授引薦成為副教授的提議。10月時加入國柱會。此時因為不繼承家業，以及被迫改宗而不斷與父親發生口角。後來不斷向好友保阪嘉內寄信引薦加入國柱會，後來因此而決裂（7月18日）。
- 1921年（大正10年），1月23日，宮澤賢治擅自拜訪位於東京鶯谷的國柱會館，並居住於本鄉菊坂町。他與高知尾智耀見面，並接受他的提議埋首於文學的創作。參加國柱會的街頭傳教。4月，宮澤政次郎來訪，兩人展開了為期六天的關西之旅。8月，妹妹惠生病的消息傳來，宮澤賢治帶著大量的原稿回鄉，在『愛國婦人』九月號刊載童謠『天之川』。11月，他開始任教於稗貫郡稗貫農校(後縣政府接收改名為花卷農校，現為花卷農業高等學校)，教授代數、 農產制造、 作物 、 化學 、 英語、 肥料 、 氣象和土壤等科目，同時進行水耕的研究。
- 1922年（大正11年），開始創作『春與修羅』的部分詩篇。2月，爲花卷農校校歌作詞，定名為「花卷農校精神歌」。7月中旬盛岡發生毒蛾蟲害，成爲作品「毒蛾」的題材。10月，在課堂中朗誦「貝殼的火」，學生們大爲感動。11月27日，妹妹惠不幸過世，宮澤賢治因此大受打擊，「永訣之朝」以及「無聲慟哭」等詩便是在此時誕生。
- 1923年（大正12年），1月，弟弟清六將作品原稿帶至東京社，作品並沒有被採用。4月，在岩手每日新聞發表詩作「外輪山」以及作品「山梨」「冰河鼠的毛皮」「號誌燈先生與號誌燈小姐」。且在國柱會發行的──天業民報上發表詩作「角礫進行曲」「藍色長矛之葉」等。7月以協助學生就職的名義前往庫頁島旅行（當時的庫頁島仍為日本領地，名為樺太），在旅行途中創作了許多詩，「青森挽歌」爲起頭的挽歌詩群。
- 1924年（大正13年），2月，學生協助抄寫作品「風之又三郎」原稿，並開始『春與修羅』第二集的創作。3月，於「反情」第二號中發表詩作「日照與枯草」。4月時自費出版心靈素描『春與修羅』，受到詩人辻潤的讚賞。8月，與學生公開表演「饑餓陣營」、「植物醫生」、「波蘭的廣場」、「種山之原的夜」等作品。9月，學校頒布禁止表演的命令。12月，『要求很多的餐廳』正式發行。且在此時開始撰寫『銀河鐵道之夜』的初稿。
- 1925年（大正14年），2月、7月開始分別與森佐一、草野心平透過書信交流，並於森佐主編的「貌」以及草野主編的「銅鑼」這兩本雜誌上開始發表詩作。12月，協助東北帝國大學的早坂一郎教授一同前往花卷的北上川進行採集奶油胡桃（胡桃的古種）化石的學術調查。翌年早坂的學術論文中提及宮澤賢治，並予以感謝之意。
- 1926年（大正15年），1月時，於尾形龜之助編輯的「星期一」創刊號上發表「奧次伯爾與象」，2月號上發表「座敷童子的故事」，接著於3月號上發表「貓咪事務所」。3月底，宮澤賢治辭去教職，到花卷町下根子櫻的別墅展開獨居生活。設立羅須地人協會，解說農民藝術。12月時再度前往東京，學習打字、世界語，以及風琴和大提琴等樂器。這時參加芬蘭駐日大使古斯塔夫·約翰·蘭斯鐵用日語演說，以「北亞洲」為題的演講，並與古斯塔夫交談甚歡。這時的宮澤賢治以人文主義者的身分成為勞動農民黨的金援者。後來為農業指導奔走。
- 1927年（昭和2年），宮澤賢治持續在「銅鑼」、「盛岡中學校校友會雜誌」上發表詩篇。3月，因為在岩手晚報上刊登關於羅須地人協會的活動而遭到警察調查，此後即停止協會的運作。後來教導在花卷溫泉工作的學童，以及設計了溫泉遊樂場的花壇。
- 1928年（昭和3年），在雜誌「聖燈」上發表詩作『稻作插曲』。參加湯本村伊藤庄右衛門主辦的農業講座上演講關於肥料的內容。6月，為了農業指導前往伊豆大島訪問伊藤七雄。接著前往東京參觀浮世繪展和觀賞戲劇，以此創作了『三原三部』、『東京』等詩集。由於夏天不斷進行農業指導而過勞，臥病在床。秋天時就染上急性肺炎。在此後的兩年內幾乎都在家中療養。在這段期間，他以療養生活為題材，創作了詩集『疾中』，成為他創作文言詩的契機。
- 1931年（昭和6年），由於身體逐漸康復，他受到位於東山町（現為一關市）的東北碎石場的碎石師傅所託，擔任推銷肥料碳酸鈣的工作，到秋田、宮城等地出差。7月時在岩手晚報上發表稻作生長狀況的報告。接著發表作品『鎮北將軍與醫生三兄弟』。9月時開始『風之又三郎』的寫作，在同月20日，為了推銷牆壁建材前往東時染病，高燒不退。回鄉之後臥病在床，再度展開療養生活。宮澤賢治在此時開始寫遺書交代後事，於11月3日在筆記寫下詩作『無懼風雨』。
- 1932年（昭和7年），3月發表『古斯科布陶利的傳記』。4月發表『早春獨白』於「岩手詩集」。接著在「岩手女性」創刊號上發表文言詩「民間藥」、「選擧」。接著又在同雜誌的第四號上又發表了「祭典之日」、「母親」、「鐵路工人」、「詩人時代」、「留客」等詩集。
- 1933年（昭和8年），6月，宮澤賢治在悼念石川善助的遺稿集中，刊載追悼文『鴉射亭隨筆』。接著陸續在吉田一穂編「新詩論」吉野信夫編「詩人時代」、「日本詩壇」、「現代日本詩集」、「女性岩手」、「北方詩人」發表詩作。7月，原是「杜鵑」夥伴的河本義行淹死。9月於「天才人」發表作品『檜木與雛罌粟』。9月20日，宮澤賢治的病情嚴重惡化，寫下短歌『絕詠』，該日晚上七點，花了約一個小時與農民商討肥料的問題。隔日，9月21日，宮澤賢治的病情急轉直下，咳血。向父親交代印刷發送1000本法華經的遺言，接著在下午一點半與世長辭，享年37歲。宮澤賢治終生未婚。國柱會授予的法號為真金院三不日賢善男子。23日於安淨寺（1951年改為葬身照寺）舉行葬禮。宮澤賢治一部分的遺骨與妹妹阿邦一起葬在位於東京都江戶川區一之江的國柱會靈廟裡。
  - 該年的3月3日發生「三陸沖地震」，許多地方受到嚴重的損害。誕生之年與辭世之年都發生大規模的天災，其弟清六則說「這與終生不斷煩惱天候、氣溫和災害的賢治的性格不謀而合」。在地震之後，詩人大木實（1913年 － 1996年）在探望宮澤賢治的禮物上寫著「海岸的情況著實悲慘」來描述海嘯的破壞。

## 戀愛
宮澤賢治終生未婚。但是對於性事並不是完全無知，根據性心理學家哈維洛克·艾利斯的著作，當時的人類已經有對於性科學有相當的知識。他也曾請友人幫助他找尋婚姻對象。終身未婚的原因，指稱宮澤賢治在高等農林學校就讀的研究生時期曾經罹患肋膜炎，接受醫生的診斷後對友人說「自己的壽命大概只剩15年了吧」，他已經有意識到時間已經所剩無幾的可能性，因此不願結婚。
他在畢業後，也曾經對岩手醫院的護士產生戀慕。辭去教職後，曾經在羅須地人協會時代對賢治抱有敬意的高瀨露生活在一起，被稱之「賢治的第二戀人」，但兩人因為諸多誤解而勢不兩立，高瀨露向周邊的友人形容宮澤賢治為「癩病」，這導致賢治極為憤怒，兩人最終分手，宮澤賢治曾在他的詩篇裡如此形容高瀨露，是為了形容我與妳無冤無仇卻這樣對我。
賢治在1928年6月前往伊豆大島進行農業指導時，曾與伊藤七雄的妹妹伊藤千惠相識，兩人互動親密。但兩人始終未曾為男女關係，最後無疾而終。
值得一提的是，宮澤賢治曾經歷過一段同性戀情。在盛岡高等農林學校時，與晚一屆的友人保坂嘉內之間，曾互相以「戀人」親密地互相稱呼。在寄給保坂的書信中表現出親密的感情，並以率直的心情承認這段感情，字裡行間彷彿像是情侶間的互動。保坂也受到這段感情強烈的影響。特別是在『銀河鐵道之夜』裡，在20歲左右時與保坂一同登山，在夜晚裡相互談天地經驗很明顯地呈現在故事中。也有研究家認為，故事中的主角「喬萬尼」可能就是指宮澤賢治本身，而另一個角色「康佩內拉」則就是保坂嘉內。宮澤賢治也曾經如此形容這位特別的友人：「吾友保坂嘉內，吾友保坂嘉內，別捨我而去。」
在20世紀之後，有多個研究學者認為，在農學校任職以及後來的療養生活中，可能也有數個與宮澤賢治交心的女性友人存在。

## 飲食生活及素食主義
在信仰法華經之後，1918年（大正7年）5月19日寄給友人保坂嘉內的書信中寫著「我從這春季開始就不再吃任何動物了。」，這種想法也能在他的奇幻文學『蔬菜祭典』中窺見，傳達著素食主義。在研究家堀尾青史的研究中，宮澤賢治從1918年4月就開始吃素，並且在此後的5年內都未曾吃肉。
上述看來，宮澤賢治似乎打算避免食用肉類食品。
在教職時代宮澤賢治就停止了素食生活。那時他喜歡去一間位於吹張町7-17，名為「やぶ屋」的餐廳，點炸蝦天婦羅蕎麥麵以及三矢蘇打來吃。當時會說：「來去ブッシュ吧」，就領著學生一起去（「藪」（やぶ）用英語與德語翻譯就是「ブッシュ」）。雖然當時的店鋪已經不在，但「やぶ屋」仍在營業當中，該店的網站上亦有介紹關於賢治的逸事。他也喜歡一間位於雙葉町，名為「嘉司屋」（がじや）的餐廳販賣的南蠻雞。店裡菜單上寫的「賢治先生喜愛的柏南蠻」，指的就是將南蠻雞放入蕎麥麵的料理。店主說，宮澤賢治在臨終之月（1933年9月）時表示想吃這道料理，在床上津津有味地吃著。另外，有一間位於吹張町5-19，名為「新ばし」專賣壽司及鰻魚的店。該店的鰻魚也是宮澤賢治的喜愛之一。他的親戚關德彌說：「他在吃新ばし的鰻魚時，整個臉都不一樣了」。而「新ばし」的介紹也寫著「賢治喜歡的是花卷的料亭『新ばし』五錢的蕎麥麵以及コロ（鯨魚皮的炸物）以及五十錢的鰻魚丼，總是一臉微笑地吃著」。
研究者坂谷榮城認為，賢治也曾飲酒以及吸菸。「賢治有名的素食主義並沒有貫徹一生，偶爾也平常地吃肉，勸杯時也毫無忌諱」、「若說宮澤賢治，『一日吃玄米四合』以及『素食主義貫徹一生』都是不必要的評論」下了如此的結論。
但，也有人指出他在辭去教職後的獨居時代，仍然有研究素食主義，也吃著清淡的粗食。專攻賢治傳記研究的學者堀尾青史認為宮澤賢治早逝的原因可能就是他的飲食：「素食主義阻礙了他的康復狀況」。

## 主要作品
奇幻文學
- 銀河鐵道之夜（銀河鉄道の夜）
- 風之又三郎（日语：風の又三郎）
- 波拉農廣場
- 卜多力的一生
- 要求很多的餐廳
- 貓咪事務所（猫の事務所）
- 將軍和三個醫生（日语：北守将軍と三人兄弟の医者）
- 大提琴手高修
- 孿生星子
- 鹿舞起源
- 水仙月四日
- 渡過雪原（雪渡り）
- 夜鷹之星
- 座敷童子的故事
- 開羅團長
- 土神與狐狸
- 虔十公園林

詩
- 春與修羅（日语：春と修羅）
- 無懼風雨（日语：雨ニモマケズ）

詞
曲
- 深藍色的長浪（紺色のうねりが）

## 外部連結
- 宮沢賢治記念館 （页面存档备份，存于） - 花巻市ホームページ
- 宮沢賢治学会イーハトーブセンター Archive.today的存檔，存档日期2013-05-01
- 森羅情報サービス （页面存档备份，存于） - 賢治の大半の作品のテキストを掲載している。
- 宮沢賢治（日本詩人愛唱歌集），存于 - 「どの詩に誰が作曲したか」や宮沢原作の「オペラ、音楽劇、ミュージカル」など。
- 聖人・宮沢賢治 （页面存档备份，存于）
- 石と賢治のミュージアム - 一関市 （页面存档备份，存于） - 一関市東山町
- それからの宮沢賢治館 （页面存档备份，存于） - ジョヴァンニ